# César al millor actor secundari
El César al millor actor secundari és un premi cinematogràfic francès atorgat per l'Acadèmia de les Arts i Tècniques del Cinema de França des del primer lliurament del premi el 3 d'abril de 1976 al Palais des congrés de Paris.

## Palmarès
- Font: Pàgina oficial del premi.

### Dècada del 1970
| Any                  | Actor secundari                                        | Títol original                    | Títol en català | País |
| -------------------- | ------------------------------------------------------ | --------------------------------- | --------------- | ---- |
| 1976                 |                                                        |                                   |                 |      |
| Jean Rochefort       | Que la fête commence                                   | -                                 | França          |      |
| Victor Lanoux        | Adieu poulet                                           | -                                 | França          |      |
| Patrick Dewaere      | Adieu poulet                                           | -                                 | França          |      |
| Jean Bouise          | Le Vieux Fusil                                         | El vell fusell                    | França          |      |
| 1977                 |                                                        |                                   |                 |      |
| Claude Brasseur      | Un éléphant ça trompe énormément i Le Grand Escogriffe | -                                 | França          |      |
| Jean-Claude Brialy   | Le juge et l'assassin                                  | El jutge i l'assassí              | França          |      |
| Jacques Dutronc      | Mado                                                   | -                                 | França          |      |
| Charles Denner       | Si c'était à refaire                                   | -                                 | França          |      |
| 1978                 |                                                        |                                   |                 |      |
| Jacques Dufilho      | Le Crabe-Tambour                                       | -                                 | França          |      |
| Michel Aumont        | Des enfants gâtés                                      | Els inquilins                     | França          |      |
| Jean-François Balmer | La Menace                                              | L'amenaça                         | Suïssa          |      |
| Jean Bouise          | Le juge Fayard dit "Le Shériff"                        | El jutge Fayard anomenat el xèrif | França          |      |
| Philippe Léotard     | Le juge Fayard dit "Le Shériff"                        | El jutge Fayard anomenat el xèrif | França          |      |
| 1979                 |                                                        |                                   |                 |      |
| Jacques Villeret     | Robert et Robert                                       | -                                 | França          |      |
| Michel Serrault      | L'argent des autres                                    | -                                 | França          |      |
| Jean Carmet          | Le Sucre                                               | El sucre                          | França          |      |
| Claude Brasseur      | Une histoire simple                                    | -                                 | França          |      |

### Dècada del 1980
| Any                      | Actor secundari                      | Títol original            | Títol en català | País |
| ------------------------ | ------------------------------------ | ------------------------- | --------------- | ---- |
| 1980                     |                                      |                           |                 |      |
| Jean Bouise              | Coup de tête                         | El cop de cap             | França          |      |
| Michel Aumont            | Courage fuyons                       | -                         | França          |      |
| Bernard Giraudeau        | Le Toubib                            | -                         | França          |      |
| Bernard Blier            | Série noire                          | -                         | França          |      |
| 1981                     |                                      |                           |                 |      |
| Jacques Dufilho          | Un mauvais fils                      | -                         | França          |      |
| Alain Souchon            | Je vous aime                         | -                         | França          |      |
| Heinz Bennent            | Le Dernier métro                     | L'últim metro             | Alemanya        |      |
| Guy Marchand             | Loulou                               | Loulou                    | França          |      |
| 1982                     |                                      |                           |                 |      |
| Guy Marchand             | Garde à vue                          | -                         | França          |      |
| Jean-Pierre Marielle     | Coup de torchon                      | Baralla                   | França          |      |
| Eddy Mitchell            | Coup de torchon                      | Baralla                   | França          |      |
| Gérard Lanvin            | Une étrange affaire                  | -                         | França          |      |
| 1983                     |                                      |                           |                 |      |
| Jean Carmet              | Les Misérables                       | -                         | França          |      |
| Gérard Klein             | La Passante du Sans-Souci            | -                         | França          |      |
| Michel Jonasz            | Qu'est-ce qui fait courir David?     | -                         | França          |      |
| Jean-François Stévenin   | Une chambre en ville                 | Una habitació a la ciutat | França          |      |
| 1984                     |                                      |                           |                 |      |
| Richard Anconina         | Tchao Pantin                         | -                         | França          |      |
| Guy Marchand             | Coup de foudre                       | -                         | França          |      |
| Bernard Fresson          | Garçon!                              | -                         | França          |      |
| Jacques Villeret         | Garçon!                              | -                         | França          |      |
| François Cluzet          | L'Été meurtrier                      | -                         | França          |      |
| 1985                     |                                      |                           |                 |      |
| Richard Bohringer        | L'Addition                           | -                         | França          |      |
| Lambert Wilson           | La Femme publique                    | -                         | França          |      |
| Fabrice Luchini          | Les Nuits de la pleine lune          | -                         | França          |      |
| Bernard-Pierre Donnadieu | Rue barbare                          | -                         | França          |      |
| Michel Aumont            | Un dimanche à la campagne            | -                         | França          |      |
| 1986                     |                                      |                           |                 |      |
| Michel Boujenah          | Trois hommes et un couffin           | -                         | França          |      |
| Xavier Deluc             | On ne meurt que deux fois            | -                         | França          |      |
| Michel Galabru           | Subway                               | -                         | França          |      |
| Jean-Hugues Anglade      | Subway                               | -                         | França          |      |
| Jean-Pierre Bacri        | Subway                               | -                         | França          |      |
| 1987                     |                                      |                           |                 |      |
| Pierre Arditi            | Mélo                                 | Mélo                      | França          |      |
| Gérard Darmon            | 37°2 le matin                        | -                         | França          |      |
| Jean-Louis Trintignant   | La Femme de ma vie                   | -                         | França          |      |
| Claude Piéplu            | Le Paltoquet                         | -                         | França          |      |
| Jean Carmet              | Les Fugitifs                         | -                         | França          |      |
| 1988                     |                                      |                           |                 |      |
| Jean-Claude Brialy       | Les innocents                        | Les innocents             | França          |      |
| Tom Novembre             | Agent trouble                        | -                         | França          |      |
| Jean-Pierre Kalfon       | Le Cri du hibou                      | -                         | França          |      |
| Jean-Pierre Léaud        | Les Keufs                            | -                         | França          |      |
| Guy Marchand             | Noyade interdite                     | -                         | França          |      |
| 1989                     |                                      |                           |                 |      |
| Patrick Chesnais         | La Lectrice                          | -                         | França          |      |
| Alain Cuny               | Camille Claudel                      | -                         | França          |      |
| Patrick Bouchitey        | La vie est un long fleuve tranquille | -                         | França          |      |
| Jean Reno                | Le grand bleu                        | El gran blau              | França          |      |
| Jean-Pierre Marielle     | Quelques jours avec moi              | -                         | França          |      |

### Dècada del 1990
| Any                    | Actor secundari                      | Títol original         | Títol en català | País |
| ---------------------- | ------------------------------------ | ---------------------- | --------------- | ---- |
| 1990                   |                                      |                        |                 |      |
| Robert Hirsch          | Hiver 54, l'abbé Pierre              | -                      | França          |      |
| Jacques Bonnaffé       | Baptême                              | -                      | França          |      |
| François Cluzet        | Force majeure Força major            | -                      | França          |      |
| François Perrot        | La Vie et rien d'autre               | La vida i res més      | França          |      |
| Roland Blanche         | Trop belle pour toi                  | -                      | França          |      |
| 1991                   |                                      |                        |                 |      |
| Jacques Weber          | Cyrano de Bergerac                   | Cyrano de Bergerac     | França          |      |
| Maurice Garrel         | La Discrète                          | -                      | França          |      |
| Michel Duchaussoy      | Milou en mai                         | -                      | França          |      |
| Michel Galabru         | Uranus                               | -                      | França          |      |
| Daniel Prévost         | Uranus                               | -                      | França          |      |
| 1992                   |                                      |                        |                 |      |
| Jean Carmet            | Merci la vie                         | -                      | França          |      |
| Jean-Claude Dreyfus    | Delicatessen                         | Delicatessen           | França          |      |
| Ticky Holgado          | Une époque formidable                | -                      | França          |      |
| Bernard Le Coq         | Van Gogh                             | Van Gogh               | França          |      |
| Gérard Séty            | Van Gogh                             | Van Gogh               | França          |      |
| 1993                   |                                      |                        |                 |      |
| André Dussollier       | Un coeur en hiver                    | Un cor a l'hivern      | França          |      |
| Jean Yanne             | Indochine                            | Indoxina               | França          |      |
| Patrick Timsit         | La crise                             | La crisi               | França          |      |
| Fabrice Luchini        | Le retour de Casanova                | El retorn de Casanova  | França          |      |
| Jean-Pierre Marielle   | Max et Jérémie                       | -                      | França          |      |
| 1994                   |                                      |                        |                 |      |
| Fabrice Luchini        | Tout ça... pour ça !                 | -                      | França          |      |
| Jean-Pierre Darroussin | Cuisine et dépendances               | -                      | França          |      |
| Jean-Roger Milo        | Germinal                             | Germinal               | França          |      |
| Thomas Langmann        | Le nombril du monde                  | -                      | França          |      |
| Didier Bezace          | Profil bas                           | -                      | França          |      |
| 1995                   |                                      |                        |                 |      |
| Jean-Hugues Anglade    | La reine Margot                      | La reina Margot        | França          |      |
| Claude Rich            | La fille de d'Artagnan               | La filla de d'Artagnan | França          |      |
| Fabrice Luchini        | Le Colonel Chabert                   | -                      | França          |      |
| Bernard Giraudeau      | Le Fils préféré                      | -                      | França          |      |
| Daniel Russo           | Neuf mois                            | -                      | França          |      |
| 1996                   |                                      |                        |                 |      |
| Eddy Mitchell          | Le bonheur est dans le pré           | -                      | França          |      |
| Ticky Holgado          | Gazon maudit                         | -                      | França          |      |
| Jean-Pierre Cassel     | La Cérémonie                         | -                      | França          |      |
| Jean-Hugues Anglade    | Nelly et Monsieur Arnaud             | -                      | França          |      |
| Michael Lonsdale       | Nelly et Monsieur Arnaud             | -                      | França          |      |
| 1997                   |                                      |                        |                 |      |
| Jean-Pierre Darroussin | Un air de famille                    | -                      | França          |      |
| Jacques Gamblin        | Pédale douce                         | -                      | França          |      |
| Bernard Giraudeau      | Ridicule                             | Ridícul                | França          |      |
| Jean Rochefort         | Ridicule                             | Ridícul                | França          |      |
| Albert Dupontel        | Un héros très discret                | -                      | França          |      |
| 1998                   |                                      |                        |                 |      |
| Jean-Pierre Bacri      | On connaît la chanson                | Coneixem la cançó      | França          |      |
| Vincent Pérez          | Le Bossu                             | -                      | França          |      |
| Jean-Pierre Darroussin | Marius et Jeannette                  | Marius i Jeanette      | França          |      |
| Gérard Jugnot          | Marthe                               | -                      | França          |      |
| Lambert Wilson         | On connaît la chanson                | Coneixem la cançó      | França          |      |
| 1999                   |                                      |                        |                 |      |
| Daniel Prévost         | Le dîner de cons                     | El sopar dels idiotes  | França          |      |
| Jean-Louis Trintignant | Ceux qui m'aiment prendront le train | -                      | França          |      |
| Vincent Pérez          | Ceux qui m'aiment prendront le train | -                      | França          |      |
| Bernard Fresson        | Place Vendôme                        | -                      | França          |      |
| Jacques Dutronc        | Place Vendôme                        | -                      | França          |      |

### Dècada del 2000
| Any                  | Actor secundari                             | Títol original                       | Títol en català | País |
| -------------------- | ------------------------------------------- | ------------------------------------ | --------------- | ---- |
| 2000                 |                                             |                                      |                 |      |
| François Berléand    | Ma petite entreprise                        | -                                    | França          |      |
| Jacques Dufilho      | C'est quoi la vie?                          | -                                    | França          |      |
| Claude Rich          | La Bûche                                    | -                                    | França          |      |
| André Dussollier     | Les enfants du marais                       | La fortuna de viure                  | França          |      |
| Roschdy Zem          | Ma petite entreprise                        | -                                    | França          |      |
| 2001                 |                                             |                                      |                 |      |
| Gérard Lanvin        | Le Goût des autres                          | El gust dels altres                  | França          |      |
| Lambert Wilson       | Jet Set                                     | -                                    | França          |      |
| Emir Kusturica       | La veuve de Saint-Pierre                    | La viuda de Saint Pierre             | França          |      |
| Alain Chabat         | Le goût des autres                          | El gust dels altres                  | França          |      |
| Jean-Pierre Kalfon   | Saint-Cyr                                   | -                                    | França          |      |
| 2002                 |                                             |                                      |                 |      |
| André Dussollier     | La Chambre des officiers                    | -                                    | França          |      |
| Édouard Baer         | Betty Fisher et autres histoires            | -                                    | França          |      |
| Jamel Debbouze       | Le fabuleux destin d'Amélie Poulain         | Amélie                               | França          |      |
| Rufus                | Le fabuleux destin d'Amélie Poulain         | Amélie                               | França          |      |
| Jean-Paul Roussillon | Une hirondelle a fait le printemps          | -                                    | França          |      |
| 2003                 |                                             |                                      |                 |      |
| Bernard Le Coq       | Se souvenir des belles choses               | -                                    | França          |      |
| Gérard Darmon        | Astérix & Obélix: Mission Cléopâtre         | -                                    | França          |      |
| Jamel Debbouze       | Astérix & Obélix: Mission Cléopâtre         | -                                    | França          |      |
| Denis Podalydès      | Embrassez qui vous voudrez                  | -                                    | França          |      |
| François Cluzet      | L'Adversaire                                | -                                    | França          |      |
| 2004                 |                                             |                                      |                 |      |
| Darry Cowl           | Pas sur la bouche                           | A la boca no                         | França          |      |
| Clovis Cornillac     | A la petite semaine                         | -                                    | França          |      |
| Yvan Attal           | Bon Voyage                                  | Bon Voyage                           | França          |      |
| Jean-Pierre Marielle | La Petite Lili                              | -                                    | França          |      |
| Marc Lavoine         | Le Cœur des hommes                          | -                                    | França          |      |
| 2005                 |                                             |                                      |                 |      |
| Clovis Cornillac     | Mensonges et trahisons et plus si affinités | -                                    | França          |      |
| André Dussollier     | 36, quai des Orfèvres                       | Assumptes pendents                   | França          |      |
| François Berléand    | Les Choristes                               | -                                    | França          |      |
| Jean-Paul Rouve      | Podium                                      | -                                    | França          |      |
| Maurice Garrel       | Rois et reine                               | Rois et reine                        | França          |      |
| 2006                 |                                             |                                      |                 |      |
| Niels Arestrup       | De battre mon coeur s'est arrêté            | De tant bategar se m'ha parat el cor | França          |      |
| Maurice Bénichou     | Caché                                       | Caché                                | França          |      |
| Georges Wilson       | Je ne suis pas là pour être aimé'           | -                                    | França          |      |
| Dany Boon            | Joyeux Noël                                 | Bon Nadal                            | França          |      |
| Roschdy Zem          | Le Petit lieutenant                         | -                                    | França          |      |
| 2007                 |                                             |                                      |                 |      |
| Kad Merad            | Je vais bien, ne t'en fais pas              | -                                    | França          |      |
| Guy Marchand         | Dans Paris                                  | -                                    | França          |      |
| Dany Boon            | La Doublure                                 | El joc dels idiotes                  | França          |      |
| André Dussollier     | Ne le dis à personne                        | -                                    | França          |      |
| François Cluzet      | Quatre étoiles                              | -                                    | França          |      |
| 2008                 |                                             |                                      |                 |      |
| Sami Bouajila        | Les Témoins                                 | Els testimonis                       | França          |      |
| Laurent Stocker      | Ensemble, c'est tout                        | -                                    | França          |      |
| Pascal Greggory      | La Môme                                     | La vida en rosa                      | França          |      |
| Michael Lonsdale     | La Question humaine                         | -                                    | França          |      |
| Fabrice Luchini      | Molière                                     | -                                    | França          |      |
| 2009                 |                                             |                                      |                 |      |
| Jean-Paul Roussillon | Un conte de Noël                            | Un conte de Noël                     | França          |      |
| Benjamin Biolay      | Stella                                      | -                                    | França          |      |
| Claude Rich          | Aide-toi, le ciel t'aidera                  | -                                    | França          |      |
| Pierre Vaneck        | Deux jours à tuer                           | -                                    | França          |      |
| Roschdy Zem          | La Fille de Monaco                          | -                                    | França          |      |

### Dècada del 2010
| Any                    | Actor secundari                  | Títol original                                | Títol en català | País |
| ---------------------- | -------------------------------- | --------------------------------------------- | --------------- | ---- |
| 2010                   |                                  |                                               |                 |      |
| Niels Arestrup         | Un prophète                      | Un profeta                                    | França          |      |
| Jean-Hugues Anglade    | Persécution                      | -                                             | França          |      |
| JoeyStarr              | Le Bal des actrices              | -                                             | França          |      |
| Benoît Poelvoorde      | Coco avant Chanel                | Coco, de la rebel·lia a la llegenda de Chanel | França          |      |
| Michel Vuillermoz      | Le Dernier pour la route         | -                                             | França          |      |
| 2011                   |                                  |                                               |                 |      |
| Michael Lonsdale       | Des hommes et des dieux          | De déus i homes                               | França          |      |
| Niels Arestrup         | L'Homme qui voulait vivre sa vie | -                                             | França          |      |
| François Damiens       | L'Arnacoeur                      | Els seductors                                 | Bèlgica         |      |
| Gilles Lellouche       | Les petits mouchoirs             | Petites mentides sense importància            | França          |      |
| Olivier Rabourdin      | Des hommes et des dieux          | De déus i homes                               | França          |      |
| 2012                   |                                  |                                               |                 |      |
| Michel Blanc           | L'exercice de l'Etat             | -                                             | França          |      |
| Nicolas Duvauchelle    | Polisse                          | -                                             | França          |      |
| JoeyStarr              | Polisse                          | -                                             | França          |      |
| Bernard Le Coq         | La conquête                      | De Nicolas a Sarkozy                          | França          |      |
| Frédéric Pierrot       | Polisse                          | -                                             | França          |      |
| 2013                   |                                  |                                               |                 |      |
| Guillaume de Tonquédec | Le Prénom                        | Le Prénom                                     | França          |      |
| Samir Guesmi           | Camille redouble                 | -                                             | França          |      |
| Benoît Magimel         | Cloclo                           | -                                             | França          |      |
| Claude Rich            | Cherchez Hortense                | -                                             | França          |      |
| Michel Vuillermoz      | Camille redouble                 | -                                             | França          |      |
| 2014                   |                                  |                                               |                 |      |
| Niels Arestrup         | Quai d'Orsay                     | Cròniques diplomàtiques: Quai d'Orsay         | França          |      |
| Patrick Chesnais       | Les beaux jours                  | -                                             | França          |      |
| Patrick D'Assumçao     | L'inconnu du lac                 | -                                             | França          |      |
| François Damiens       | Suzanne                          | -                                             | Bèlgica         |      |
| Olivier Gourmet        | Grand Central                    | -                                             | Bèlgica         |      |
| 2015                   |                                  |                                               |                 |      |
| Reda Kateb             | Hippocrate                       | Hipòcrates                                    | França          |      |
| Eric Elmosnino         | La Famille Bélier                | La família Bélier                             | França          |      |
| Guillaume Gallienne    | Yves Saint Laurent               | -                                             | França          |      |
| Louis Garrel           | Saint Laurent                    | -                                             | França          |      |
| Jérémie Renier         | Saint Laurent                    | -                                             | Bèlgica         |      |
| 2016                   |                                  |                                               |                 |      |
| Benoît Magimel         | La Tête haute                    | -                                             | Bèlgica         |      |
| Michel Fau             | Marguerite                       | Madame Marguerite                             | França          |      |
| Louis Garrel           | Mon roi                          | -                                             | França          |      |
| André Marcon           | Marguerite                       | Madame Marguerite                             | França          |      |
| Vincent Rottiers       | Dheepan                          | Dheepan                                       | França          |      |
| 2017                   |                                  |                                               |                 |      |
| James Thierrée         | Chocolat                         | Monsieur Chocolat                             | França          |      |
| Gabriel Arcand         | Le fils de Jean                  | El fill d'en Jean                             | Canadà          |      |
| Vincent Cassel         | Juste la fin du monde            | Només la fi del món                           | França          |      |
| Vincent Lacoste        | Victoria                         | Victoria                                      | França          |      |
| Melvil Poupaud         | Victoria                         | Victoria                                      | França          |      |
| Laurent Lafitte        | Elle                             | Elle                                          | França          |      |
| 2018                   |                                  |                                               |                 |      |
| Antoine Reinartz       | 120 battements par minute        | 120 pulsacions per minut                      | França          |      |
| Niels Arestrup         | Au Revoir là-haut                | Ens veurem allà dalt                          | França          |      |
| Laurent Lafitte        | Au Revoir là-haut                | Ens veurem allà dalt                          | França          |      |
| Gilles Lellouche       | Le sens de la fête               | C'est la vie                                  | França          |      |
| Vincent Macaigne       | Le sens de la fête               | C'est la vie                                  | França          |      |
| 2019                   |                                  |                                               |                 |      |
| Philippe Katerine      | Le Grand Bain                    | El gran bany                                  | França          |      |
| Jean-Hugues Anglade    | Le Grand Bain                    | El gran bany                                  | França          |      |
| Damien Bonnard         | En liberté !                     | En liberté!                                   | França          |      |
| Clovis Cornillac       | Les Chatouilles                  | -                                             | França          |      |
| Denis Podalydès        | Plaire, aimer et courir vite     | Viure de pressa, estimar a poc a poc          | França          |      |

### Dècada del 2020
| Any               | Actor secundari                             | Títol original                        | Títol en català | País |
| ----------------- | ------------------------------------------- | ------------------------------------- | --------------- | ---- |
| 2020              |                                             |                                       |                 |      |
| Swann Arlaud      | Grâce à Dieu                                | Gràcies a Déu                         | França          |      |
| Grégory Gadebois  | J'Accuse                                    | L'oficial i l'espia                   | França          |      |
| Louis Garrel      | J'Accuse                                    | L'oficial i l'espia                   | França          |      |
| Benjamin Lavernhe | Mon inconnue                                | Mon inconnue                          | França          |      |
| Denis Ménochet    | Grâce à Dieu                                | Gràcies a Déu                         | França          |      |
| 2021              |                                             |                                       |                 |      |
| Nicolas Marié     | Adieu les cons                              | Adieu les cons                        | França          |      |
| Edouard Baer      | La Bonne Épouse                             | El manual de la bona esposa           | França          |      |
| Louis Garrel      | ADN                                         | ADN                                   | França          |      |
| Benjamin Lavernhe | Antoinette dans les Cévennes                | Antoinette dans les Cévennes          | França          |      |
| Vincent Macaigne  | Les choses qu'on dit, les choses qu'on fait | Les coses que diem, les coses que fem | França          |      |
| 2022              |                                             |                                       |                 |      |
| Vincent Lacoste   | Illusions perdues                           | Les il·lusions perdudes               | França          |      |
| François Civil    | Bac Nord                                    | -                                     | França          |      |
| Karim Leklou      | Bac Nord                                    | -                                     | França          |      |
| Xavier Dolan      | Illusions perdues                           | Les il·lusions perdudes               | Canadà          |      |
| Sylvain Marcel    | Aline                                       | Aline                                 | Canadà          |      |
| 2023              |                                             |                                       |                 |      |
| Bouli Lanners     | La Nuit du 12                               | La nit del 12                         | Bèlgica         |      |
| François Civil    | En corps                                    | En corps                              | França          |      |
| Pio Marmaï        | En corps                                    | En corps                              | França          |      |
| Micha Lescot      | Les Amandiers                               | La gran joventut                      | França          |      |
| Roschdy Zem       | L'innocent                                  | L'innocent                            | França          |      |
| 2024              |                                             |                                       |                 |      |
| Swann Arlaud      | Anatomie d'une chute                        | Anatomia d'una caiguda                | França          |      |
| Antoine Reinartz  | Anatomie d'une chute                        | Anatomia d'una caiguda                | França          |      |
| Anthony Bajon     | Chien de la casse                           | -                                     | França          |      |
| Arthur Harari     | Le Procès Goldman                           | El cas Goldman                        | França          |      |
| Pio Marmaï        | Yannick                                     | Yannick                               | França          |      |
| 2025              |                                             |                                       |                 |      |
| Alain Chabat      | L'Amour ouf                                 | -                                     | França          |      |
| David Ayala       | Miséricorde                                 | -                                     | França          |      |
| Jacques Develay   | Miséricorde                                 | -                                     | França          |      |
| Bastien Bouillon  | Le Comte de Monte-Cristo                    | El comte de Montecristo               | França          |      |
| Laurent Lafitte   | Le Comte de Monte-Cristo                    | El comte de Montecristo               | França          |      |

## Estadístiques

### Els més premiats
| Premis | Nom              | Anys             | Detalls       |
| ------ | ---------------- | ---------------- | ------------- |
| 3      | Niels Arestrup   | 2006, 2010, 2014 | 5 nominacions |
| 2      | André Dussollier | 1993, 2002       | 5 nominacions |
| 2      | Jean Carmet      | 1983, 1992       | 4 nominacions |
| 2      | Jacques Dufilho  | 1978, 1981       | 3 nominacions |
| 2      | Swann Arlaud     | 2020, 2024       | 2 nominacions |

### Els més nominats
| Nominacions | Nom                    | Anys                         | Detalls   |
| ----------- | ---------------------- | ---------------------------- | --------- |
| 5           | Niels Arestrup         | 2006, 2010, 2011, 2014, 2018 | 3 premis  |
| 5           | André Dussollier       | 1993, 2000, 2002, 2005, 2007 | 2 premis  |
| 5           | Fabrice Luchini        | 1985, 1993, 1994, 1995, 2008 | 1 premi   |
| 5           | Guy Marchand           | 1981, 1982, 1984, 1988, 2007 | 1 premi   |
| 5           | Jean-Hugues Anglade    | 1986, 1995, 1996, 2010, 2019 | 1 premi   |
| 4           | Jean Carmet            | 1979, 1983, 1987, 1992       | 2 premis  |
| 4           | Claude Rich            | 1995, 2000, 2009, 2013       | Cap premi |
| 4           | François Cluzet        | 1984, 1990, 2003, 2007       | Cap premi |
| 4           | Jean-Pierre Marielle   | 1982, 1989, 1993, 2004       | Cap premi |
| 4           | Louis Garrel           | 2015, 2016, 2020, 2021       | Cap premi |
| 4           | Roschdy Zem            | 2000, 2006, 2009, 2023       | Cap premi |
| 3           | Jacques Dufilho        | 1978, 1981, 2000             | 2 premis  |
| 3           | Bernard Le Coq         | 1992, 2003, 2012             | 1 premi   |
| 3           | Clovis Cornillac       | 2004, 2005, 2019             | 1 premi   |
| 3           | Jean Bouise            | 1976, 1978, 1980             | 1 premi   |
| 3           | Jean-Pierre Darroussin | 1994, 1997, 1998             | 1 premi   |
| 3           | Michael Lonsdale       | 1996, 2008, 2011             | 1 premi   |
| 3           | Bernard Giraudeau      | 1980, 1995, 1997             | Cap premi |
| 3           | Lambert Wilson         | 1985, 1998, 2001             | Cap premi |
| 3           | Michel Aumont          | 1978, 1980, 1985             | Cap premi |
| 3           | Laurent Lafitte        | 2017, 2018, 2025             | Cap premi |